# Hades Almighty

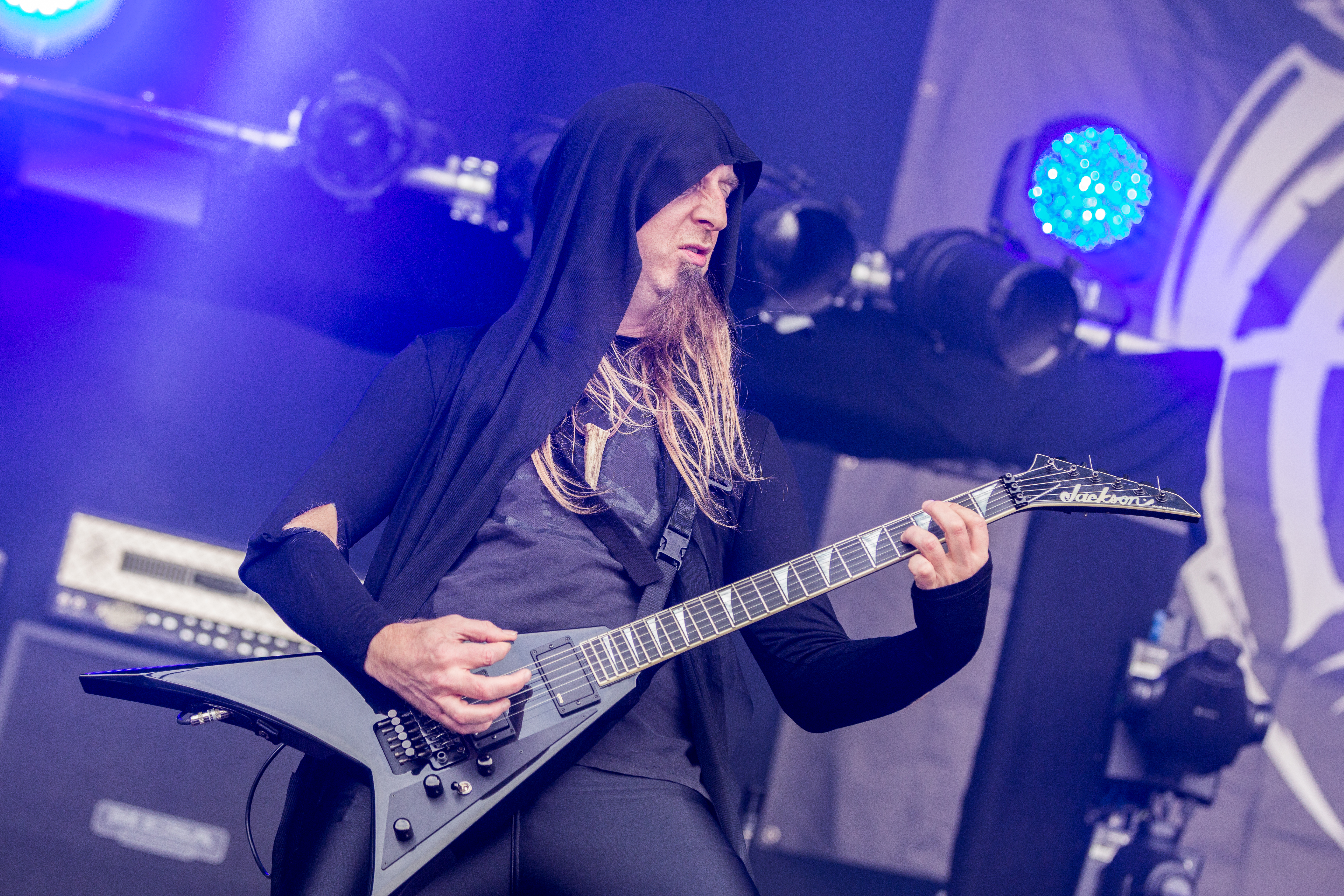
Gitarrist Jørn Inge Tunsberg

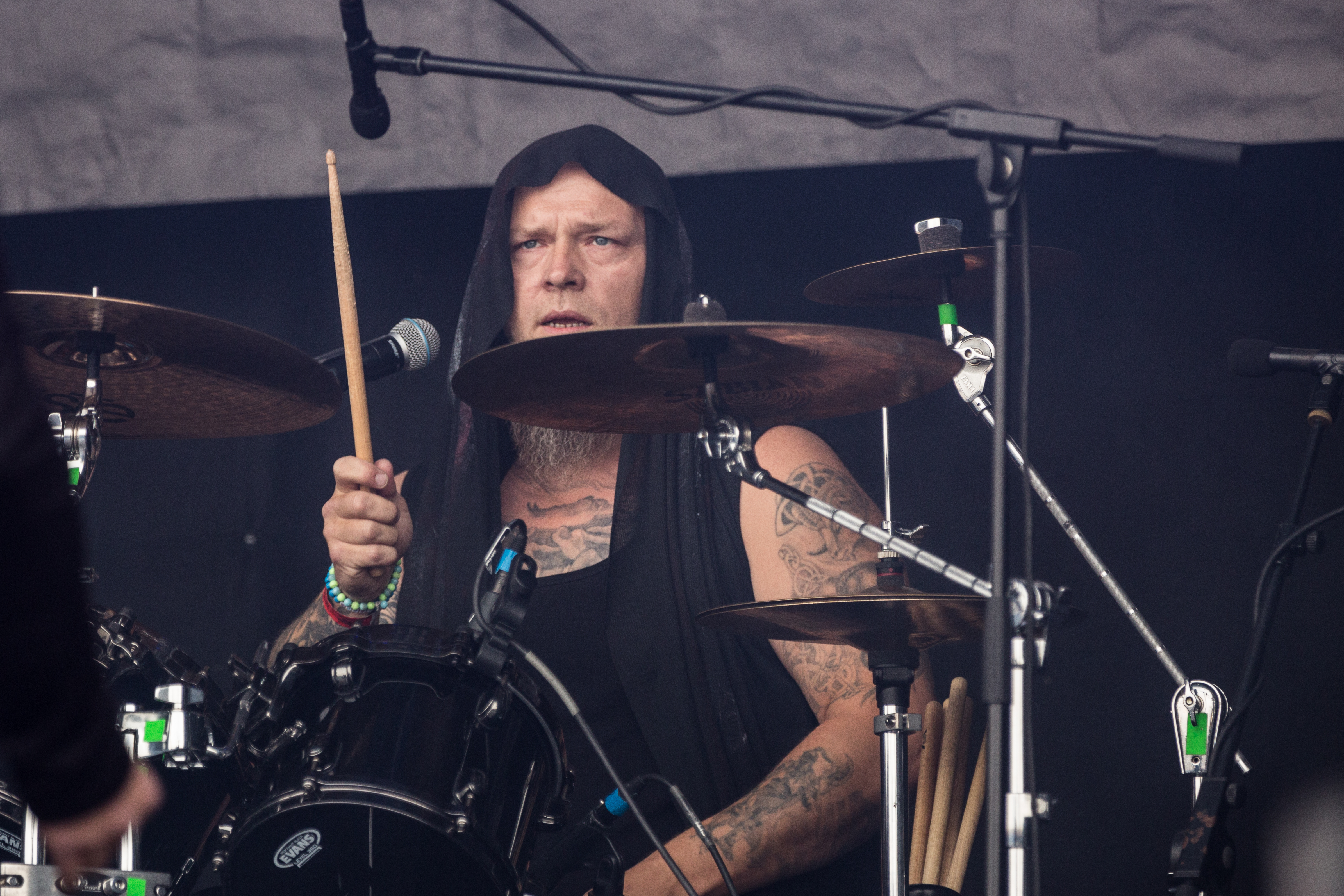
Schlagzeuger Remi Andersen

Hades Almighty ist eine Pagan-Metal-Band aus Bergen (Norwegen), die von 1992 bis 1999 unter dem Namen Hades bekannt war.

## Geschichte
Jørn Inge Tunsberg, ehemaliger Gitarrist von Immortal, und Remi (Schlagzeug) gründeten 1992 Hades. Der Name stammte von einem Lied auf dem Bathory-Debütalbum Bathory. Im Gegensatz zur Black-Metal-Szene um sie herum griffen sie auf heidnische statt satanistischer Themen zurück. 1993 fanden sie mit Janto Garmanslund (Bass, Gesang) und Nagel (zweite Gitarre) weitere Mitstreiter und brachten im gleichen Jahr das Demo Alone Walkyng heraus. Im damaligen Black-Metal-Untergrund wurde die Band recht schnell bekannt und konnte bei Full Moon Productions für ihr Debütalbum unterschreiben. Zu ihrem Ruf im Underground trug allerdings auch eine Haftstrafe von Tunsberg wegen Brandstiftung an einer Kirche in Åsane bei, die er 1993 verbüßte. Anders als einige andere Bands, nutzte Hades dies jedoch nicht zur Selbstdarstellung gegenüber den Medien und erlangte damit weniger Berühmtheit als viele andere norwegische Bands; Tunsberg betont allerdings, nach wie vor hinter der Tat zu stehen.
Im Dezember 1994 erschien …Again Shall Be. Dem Bandnamen wurde ein Norway hinzugefügt, um eventuellen Problemen mit der amerikanischen Band gleichen Namens vorzubeugen. Noch vor den Aufnahmen stieg Nagel aus und wurde durch Stig Hagens ersetzt. 1996 wurde das Demo auf Wounded Love Records, einem Sub-Label von Avantgarde Music, wiederveröffentlicht.
1997 erschien das Album The Dawn of the Dying Sun, auf dem die Band traditionelle Instrumente wie Maultrommel und Violine einsetzte. Die Vinylversion beinhaltete außerdem das Debüt und war auf 1.000 Einheiten limitiert. Hades tourten im Anschluss unter anderem durch Europa, die USA und Mexiko.
1998 begannen die Arbeiten am Nachfolger von Dawn of the Dying Sun. Nach einer Tournee mit Mayhem und Primordial durch die Benelux-Staaten und einer anschließenden Tournee mit Immortal und Benediction nannte sich die Band schließlich in Hades Almighty um. Millenium Nocturne, ihr drittes Album, erschien 1999 und wurde von Hammerheart Records verlegt und von Nuclear Blast lizenziert. Stig Hagenes stieg danach aus der Band aus.
2001 erschien Hades Almightys bis dato letztes Album The Pulse of Decay. Bis auf eine Wiederveröffentlichung dieses letzten Albums wurde es ab dann ruhig um die Band. Da Tunsberg sich auf seine andere Band Dominanz konzentrierte und Garmanslund und Remi wegen ihrer Kinder und ihrer anderen Projekte beschäftigt waren, war die Band einige Zeit inaktiv. 2010 veröffentlichte Displeased Records Alone Walkyng und …Again Shall Be gemeinsam und The Dawn of the Dying Sun mit unveröffentlichtem Material, im Gegensatz zu den ursprünglichen Pressungen wurden die Wiederveröffentlichungen erstmals gemastert.
2014 verließ Garmanslund Hades Almighty, seit 2015 ist Ask Ty (Schlagzeuger bei Kampfar) Sänger der Band. Im Oktober 2015 erschien die EP Pyre Era, Black! als Download und im Juni 2016 als Split-CD, -Schallplatte und -Kassette mit Drudkh auf Dark Essence Records beziehungsweise Season of Mist Underground Activists.

## Diskografie
- 1993: Alone Walkyng (Demo, 1996 als MCD)
- 1994: …Again Shall Be (Album)
- 1997: The Dawn of the Dying Sun (Album)
- 1999: Millenium Nocturne (Album)
- 2001: The Pulse of Decay (Album)
- 2015: Pyre Era, Black! (EP, digital)
- 2016: Той, хто говорить з імлою (One Who Talks with the Fog) / Pyre Era, Black! (Split mit Drudkh)